# Gulmen (Flumserberg)
Der Gulmen (auch Mütschüelergulmen) ist ein 2317 m ü. M. hoher Berg in der Flumserberg-Region im Schweizer Kanton St. Gallen. Die bekannte 7-Gipfel-Tour führt auf ihn hinauf.

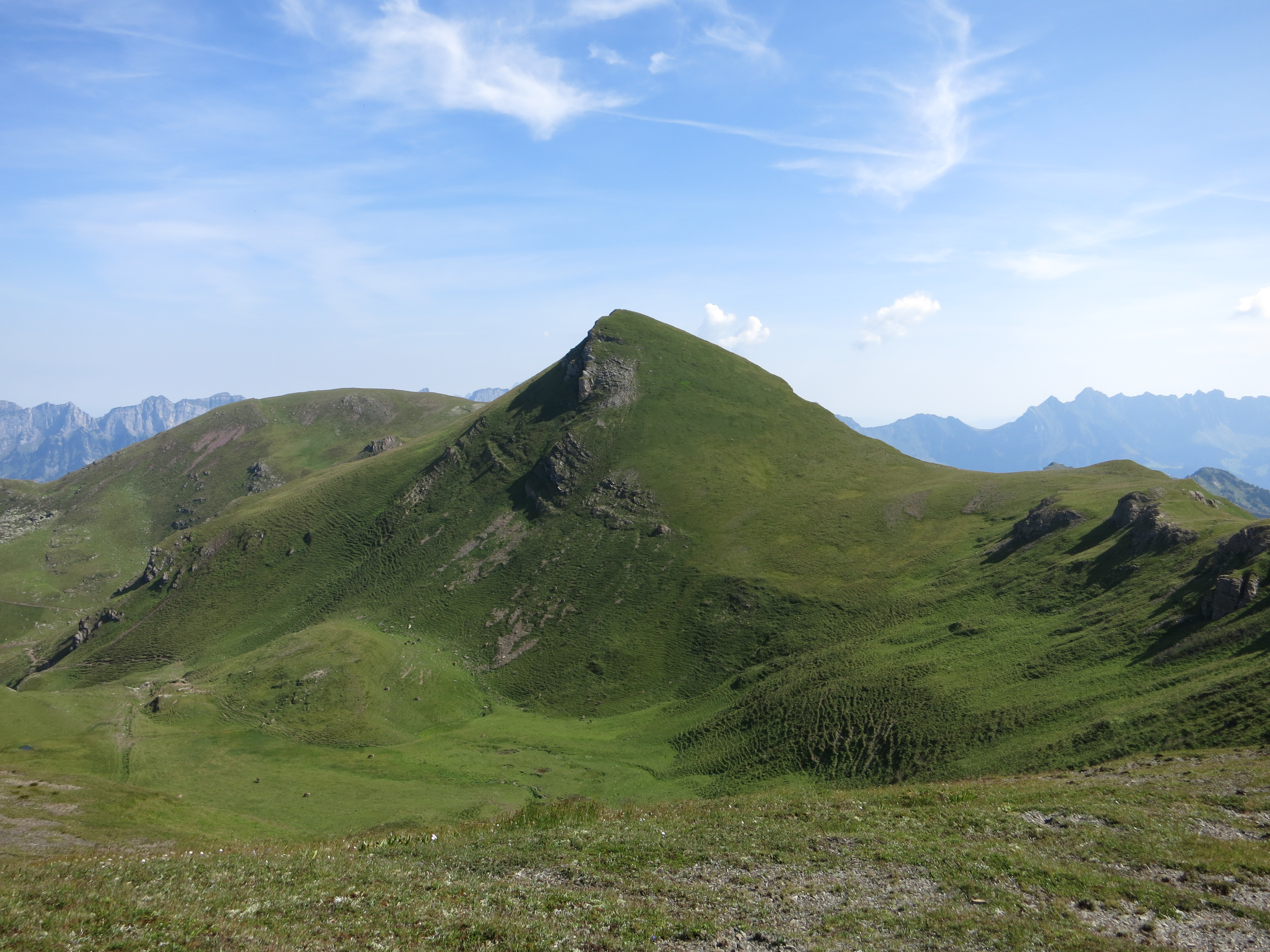
Der Gulmen von Süden